# OGLE
OGLE (англ. Optical Gravitational Lensing Experiment, оптичний експеримент з гравітаційного лінзування) — астрономічний проєкт Варшавського університету, який проводить довгострокове дослідження змін яскравості зір (від 1992 дотепер). Основною метою є виявлення та класифікація змінних зір (пульсуючих і затемнюваних), відкриття подій мікролінзування, карликових нових та дослідження структури Галактики та Магелланових Хмар. Проект розпочався 1992 року, у ньому виявлено багато позасонячних планет, а також першу планету, виявлену за допомогою транзитного методу (OGLE-TR-56b) і гравітаційного мікролінзування. Від початку проект очолює професор Анджей Удальський.

## Опис

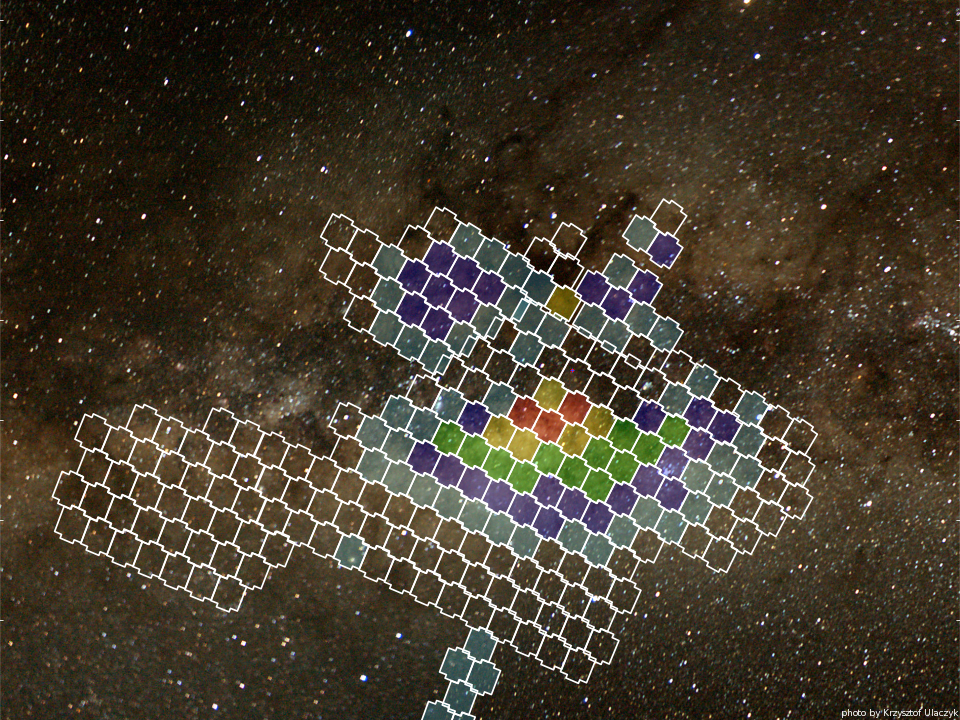
Поля OGLE-IV в області балджу Чумацького Шляху, з карти покриттів неба OGLE-IV.

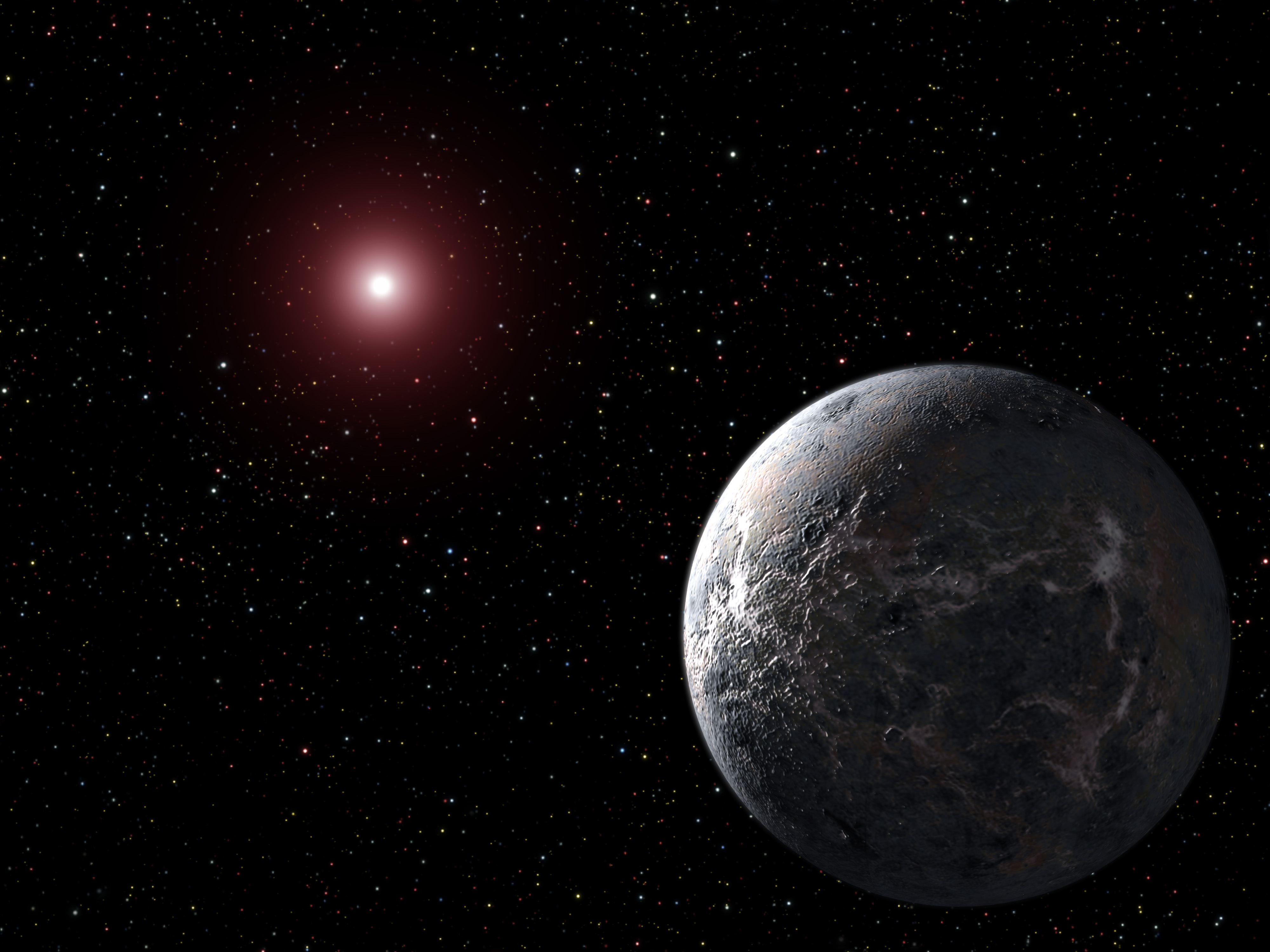
Враження художника від планети OGLE-2005-BLG-390Lb, відкритої командою OGLE

Основними цілями спостережної програми є Магелланові Хмари та балдж нашої Галактики, оскільки на цих ділянках зорі сконцентровані найщільніше, що збільшує ймовірність побачити події мікролінзування під час проходження масивних об'єктів між зорею й спостерігачем. Більшість спостережень було зроблено в обсерваторії Лас-Кампанас у Чилі. Співучасниками проєкту були Принстонський університет та Інститут Карнегі.
Зараз проект перебуває на четвертому етапі. Перший етап, OGLE-I (1992–1995) використовував 1-метровий телескоп і ПЗЗ-матрицю на одному чипі. 
Для OGLE-II (1996–2000), в обсерваторії Лас Кампанас побудовано 1,3-метровий Варшавський телескоп. Він був оснащений однією ПЗЗ-матрицею 2048 × 2048 пікселів із шириною поля зору 0,237 градуса.
OGLE-III (2001–2009) розширив камеру до мозаїки з восьми ПЗЗ-матриць розміром 2048 × 4096 пікселів і зміг шукати події гравітаційного мікролінзування та транзитні планети на чотирьох ділянках: галактичний балдж, сузір’я Кіля і обидві Магелланові Хмари. Як побічний продукт постійного моніторингу сотень мільйонів зір були створені найбільші каталоги змінних зір і виявлені перші екзопланети, відкриті за допомогою техніки мікролінзування.
У 2010 році, після інженерних робіт 2009 року, розпочалася четверта фаза проєкту, OGLE-IV. В ній застосовано 32-чіпову мозаїчну ПЗЗ-матрицю, яка заповнює поле зору Варшавського телескопа шириною 1,5°. Основна мета цього етапу полягає в тому, щоб збільшити кількість виявлень екзопланет за допомогою мікролінзування.
Команда OGLE у співпраці з вченими переважно зі США, Нової Зеландії та Японії довела, що малі планети, схожі на Землю, можуть існувати на значній відстані від зір, навколо яких вони обертаються, попри можливі гравітаційні збурення з боку інших зір.
У січні 2022 року команда OGLE у співпраці з Microlensing Observations in Astrophysics повідомила про надійне відкриття першої чорної діри-сироти, що не утворює подвійну систему з зорею, а вільно рухається в міжзоряному просторі.

## Відкриті екзопланети
В межах проекту OGLE було відкрито принаймні сімнадцять екзопланет. Вісім планет були відкриті транзитним методом і шість - методом гравітаційного мікролінзування.
Планети показані в порядку відкриття. Планети в багатопланетних системах виділені жовтим кольором (список може бути неповним).
Примітки. Для подій, виявлених за допомогою методу гравітаційного мікролінзування, рік означає сезон OGLE, BLG означає, що виявлена подія відбувається в галактичному балджі (BuLGe), а наступне 3-значне число є порядковим номером події мікролінзування в цьому сезоні. Для подій, виявлених транзитним методом, TR означає TRansit, а наступне 3-значне число є порядковим номером транзитної події.